# John Muir Trail
Pour les articles homonymes, voir JMT.
La John Muir Trail (abrégé JMT) est un sentier de randonnée le long de la chaîne de montagnes de la Sierra Nevada.
Il est long de 338,6 km, des îles Happy dans la vallée de Yosemite au mont Whitney à la bordure du Parc national de Sequoia et de la forêt nationale d'Inyo. Sur 260 km, le sentier est confondu avec celui du Pacific Crest Trail. Ce sentier est un hommage au naturaliste John Muir.
L'ultra trailer français François D'Haene bat, le 17 octobre 2017, le record de vitesse du John Muir Trail, en 2 jours, 19 heures et 26 minutes.